# 조이 라몬
제프리 로스 하이만(영어: Jeffry Ross Hyman, 1951년 5월 19일 ~ 2001년 4월 15일)은 미국의 음악가, 가수, 작곡가이자 펑크 록 밴드 라몬즈의 리드 보컬리스트로, 예명으로 조이 라몬(영어: Joey Ramone)을 사용한다. 조이 라몬의 이미지, 목소리, 라몬즈의 프론트맨으로 있던 기간이 반문화의 아이콘이 되게 하였다.

## 어린 시절
제프리 로스 하이만은 1951년 5월 19일 미국 뉴욕주 뉴욕의 퀸스에서 유대인 가족 사이에서 태어났다. 부모님은 샬롯(혼전 성 맨델)과 노엘 하이만이다. 태어났을 때 기생 쌍둥이가 있었으며, 쌍둥이는 수술로 제거하였다. 이후 퀸스의 포리스트힐스에서 거주하였으며, 하이만과 미래의 라몬스 멤버들은 모두 포리스트힐스 고등학교로 진학하였다. 동생인 미키 리와 함께 자랐다. 행복하게 자랐지만, 하이만은 18세에 강박장애를 진단받았으며, 따돌림을 받았다. 그리고 어머니는 첫 번째 아버지인 노엘 하이만과 이혼하였으며, 두 번째 결혼을 하였으나, 휴가 중 교통사고로 과부가 되었다.
하이만은 비틀즈, 더 후, 데이비드 보위, 스투지스의 팬이었으며, 특히 올디스와 필 스펙터가 제작한 걸그룹을 좋아하였다. 우상은 생일을 함께 보냈던 더 후의 피트 타운젠드였다. 하이만은 13살부터 10년 동안 드럼을 연주하였으며, 17세부터는 통기타를 연주하였다.

## 스나이퍼
1972년, 하이만은 글램 펑크 밴드 스나이퍼에 들어가였다. 스나이퍼는 머서 아트 센터, 맥스 캔자스 시티, 코벤트리 등의 곳에서 뉴욕 돌스, 수어사이드, 퀸 엘리자베스 III 등과 함께 공연을 하였다. 당시에는 제프 스타십이라는 이름으로 활동하였다. 하이만은 1974년 초까지 스나이퍼에 머물러 있었으며, 이후 앨란 터너가 자리를 대체하였다.

## 라몬스
1974년, 제프리 하이맨은 펑크 록 밴드 라몬즈를 친구 존 커밍스와 더글러스 콜빈과 결성하였다. 콜빈은 벌써 "디 디 라몬"이라는 이름으로 활동하였으며, 나머지 멤버들도 활동명을 "라몬"을 성으로 하는 것으로 바꾸었다. 라몬의 의미는 1960년에서 1961년까지 실버 비틀즈라는 이름을 사용하던 비틀즈에서 폴 매카트니가 공연명을 폴 라몬(Paul Ramon)으로 사용하였기 때문이다.

## 죽음
조이 라몬은 림프종으로 7년간 싸우다가 향년 49세의 나이로 2001년 4월 15일에 사망하였다. 사망할 당시에는 U2의 곡 〈In a Little While〉을 들었다. U2의 리드 가수 보노는 2014년에 진행된 라디오 538과의 인터뷰에서, 조이 라몬의 가족이 자신에게 조이가 사망하기 직전에 들었던 곡이 〈In a Little While〉이라는 것을 말해주었다.
조이의 첫 솔로 음반인 《Don't Worry About Me》는 2002년 사후로 발매되었다.

## 디스코그래피

### 솔로
- Don't Worry About Me (2002)
- ...Ya Know? (2012)

#### EP
- In a Family Way - 시블링 라이벌리 (1994)
- Ramones: Leathers from New York - 라몬스와 조이 라몬 (솔로) (1997)
- Christmas Spirit...In My House (2002)

#### 싱글
- I Got You Babe (1982) (홀리 베스 빈센트와의 듀엣)
- Merry Christmas (I Don't Want To Fight Tonight) (Revised) (2001)
- What a Wonderful World (2002)
- Rock and Roll Is the Answer / There's Got to Be More to Life (2012)